# Fijación Oral Vol. 1
Fijación Oral Vol. 1 је трећи студијски албум на шпанском језику поп певачице Шакира, који је изашао 3. јуна 2005. у издању Колумбија рекордса.

## Списак песама
1. „En Tus Pupilas“ - 4:21
2. „La Pared“ - 3:20
3. „La Tortura“ (featuring Alejandro Sanz) - 3:33
4. „Obtener Un Sí“ - 3:20
5. „Día Especial“ (featuring Gustavo Cerati) - 4:22
6. „Escondite Inglés“ - 3:10
7. „No“ - 4:47
8. „Las de la Intuición“ - 3:41
9. „Día de Enero“ - 2:55
10. „Lo Imprescindible“ - 3:58
11. „La Pared [Versión Acústica]“ - 2:41
12. „La Tortura [Shaketon Remix]“ (featuring Alejandro Sanz) - 3:12

## Синглови
| #  |                                         |                        |
| -- | --------------------------------------- | ---------------------- |
| 1. | „La Tortura” (featuring Alejandro Sanz) | Март 2005. Април 2005. |
| 2. | „No”                                    | Јул 2005.              |
| 3. | „Día de Enero”                          | Јануар 2006.           |
| 4. | „La Pared”                              | 2006.                  |
| 5. | „Las de la Intuición”                   | 2007.                  |